# Whymper Spur
Der Whymper Spur ist ein 1250 m hoher Felssporn im ostantarktischen Coatsland. Er ragt östlich des Blanchard Hill im Pioneers Escarpment der Shackleton Range auf.
Das UK Antarctic Place-Names Committee benannte ihn 1971 nach dem britischen Bergsteiger Edward Whymper (1840–1911), Erstbesteiger des Matterhorns und Entwickler eines gleichfalls nach ihm benannten Expeditionszelts.